# Baekje
Baekje ili Paekche (hanja: 百濟; hangul: 백제; izgovor: pɛk̚tɕ͈e) (18. pr. Kr. – 660.) je bilo staro kraljevstvo smješteno na području današnje jugozapadne Koreje. Uz Goguryeo i Sillu je predstavljalo jedno od Tri kraljevstva Koreje.
Baekje je na području Wirye-sung (oko današnjeg Seoula) osnovao Onjo, treći sin Jumonga, osnivača države Goguryeo te njegove supruge So Seo-no. Baekje je, kao Goguryeo, tvrdio da predstavlja nasljednika države Buyeo, koja je postojala u današnjoj južnoj Mandžuriji u doba propasti države Gojoseon.
Baekje je tijekom postojanja bila povremeno saveznik, ali i suparnik država Goguryeo i Silla, s obzirom na to da su se tri države natjecale za nadzor nad poluotokom. Baekje je vrhunac moći imala u 4. stoljeću, kada je držala najveći dio zapadnog Korejskog poluotoka - na sjever do današnjeg Pyongyanga - kao i dijelove današnje Kine. U to je doba uživala status regionalne sile te imala razvijene diplomatske i trgovačke odnose s Kinom i Japanom.
Godine 660. porazio ju je savez države Silla i kineske dinastije Tang, te je anektirana u novu državu poznatu kao Ujedinjena Silla.

## Povijesna mjesta Baekjea
God. 2015., UNESCO je upisao osam povijesnih mjesta kasnijeg Kraljevstva Baekje (18. pr. Kr.-660. god.) na popis mjesta svjetske baštine u Aziji

## Vanjske poveznice
|  | Zajednički poslužitelj ima još gradiva o temi Baekje |

- Baekje History & Culture Hall maintained by South Chungcheong Province of South Korea
- Buyeo National Museum
- Gongju National Museum
- Baekje Research Institute  Arhivirana inačica izvorne stranice od 15. svibnja 2011. (Wayback Machine) eatablished in Chungnam National University
- East Asian History by Wontack Hong, Professor Emeritus, Seoul National University